# Хмелеграб
Хмелеграб (Ostrya) — рід з восьми невеликих листяних дерев родини березових (Betulaceae). Рід є рідним для південної Європи, південно-західної та східної Азії, а також Північної та Центральної Америки. У них конічна або неправильна крона і луската, шорстка кора. Мають чергове та подвійне зубчасте березоподібне листя довжиною 3–10 см. Квіти утворюються навесні, чоловічі сережки довжиною 5–10 см і жіночі 2–5 см завдовжки. Плід у формі пониклих китиць 3–8 см завдовжки з 6–20 насінням; кожне насіння являє собою невеликий горішок довжиною 2–4 мм.
Деревина дуже тверда і важка; історично використовувалася для виготовлення підошв. 

## Види
1. Ostrya carpinifolia Scop.
2. Ostrya chinensis I.M.Turner
3. Ostrya japonica Sarg.
4. Ostrya knowltonii Coville
5. Ostrya rehderiana Chun
6. Ostrya trichocarpa D.Fang & Y.S.Wang
7. Ostrya virginiana (Mill.) K. Koch
8. Ostrya yunnanensis W.K.Hu
9. †Ostrya oregoniana
10. †Ostrya scholzii